# MV Carolyn Chouest
Le MV Carolyn Chouest est un navire de ravitaillement offshore de soutien sous-marin affrété pour l'United States Navy, affecté au programme de missions spéciales pour appuyer le NR-1, un sous-marin expérimental à propulsion nucléaire navale. Il remorque le NR-1 entre les zones de travail, sert d’entrepôt de ravitaillement flottant et fournit des quartiers à du personnel supplémentaire jusqu’à ce que le NR-1 soit retiré du service en 2008 .

## Historique opérationnel
En 1995, le Dr Robert Duane Ballard a utilisé le Carolyn Chouest et son sous-marin NR-1 pour explorer l'épave du HMHS Britannic, le sister-ship du RMS Titanic, qui avait coulé au large de la côte grecque tout en servant de navire-hôpital pendant la guerre.
En novembre 1999, le Carolyn Chouest a participé aux efforts de redressement après le crash d’un avion du Vol 990 EgyptAir à 97 km au sud de Nantucket, dans le Massachusetts. Il a fourni une cartographie sous-marine du champ de débris à l'aide du sonar à balayage latéral et a enregistré une vidéo sous-marine du site avec le véhicule sous-marin téléguidé (ROV) Magnum.
En février 2002, le NR-1 et le Carolyn Chouest ont aidé les archéologues à dresser la carte de l'USS Monitor, le premier navire de guerre blindé de la marine américaine, alors qu'il se reposait à 250 m au-dessous de la mer.
En octobre 2004, le Carolyn Chouest a aidé à ramener le NCSM Chicoutimi (SSK 879) à Faslane, après qu’un incendie à bord du sous-marin de la marine royale canadienne a tué un membre de l’équipage et en a blessé deux à 160 km de l’Irlande.
En décembre 2006, l'USS Pittsburgh, un sous-marin nucléaire d'attaque, a refait surface pendant des essais en mer après qu’un employé du chantier naval de Portsmouth, âgé de 25 ans, a commencé à avoir des problèmes neurologiques. Il a été transféré en toute sécurité sur le Carolyn Chouest et a continué à recevoir des soins de la part du corpsman du Pittsburgh jusqu'à son évacuation par un hélicoptère de la Garde côtière . [6]
En mars 2007, sous la direction de l’océanographe Robert Ballard, le NR-1 et le Carolyn Chouest ont commencé à cartographier le Flower Garden Banks National Marine Sanctuary (en) (sanctuaire marin national de Flower Garden Banks) afin d’aider les scientifiques à déterminer l’endroit où les premiers Américains auraient pu habiter à une époque préhistorique où le littoral était situé 120 m plus bas qu’aujourd’hui.

## Galerie

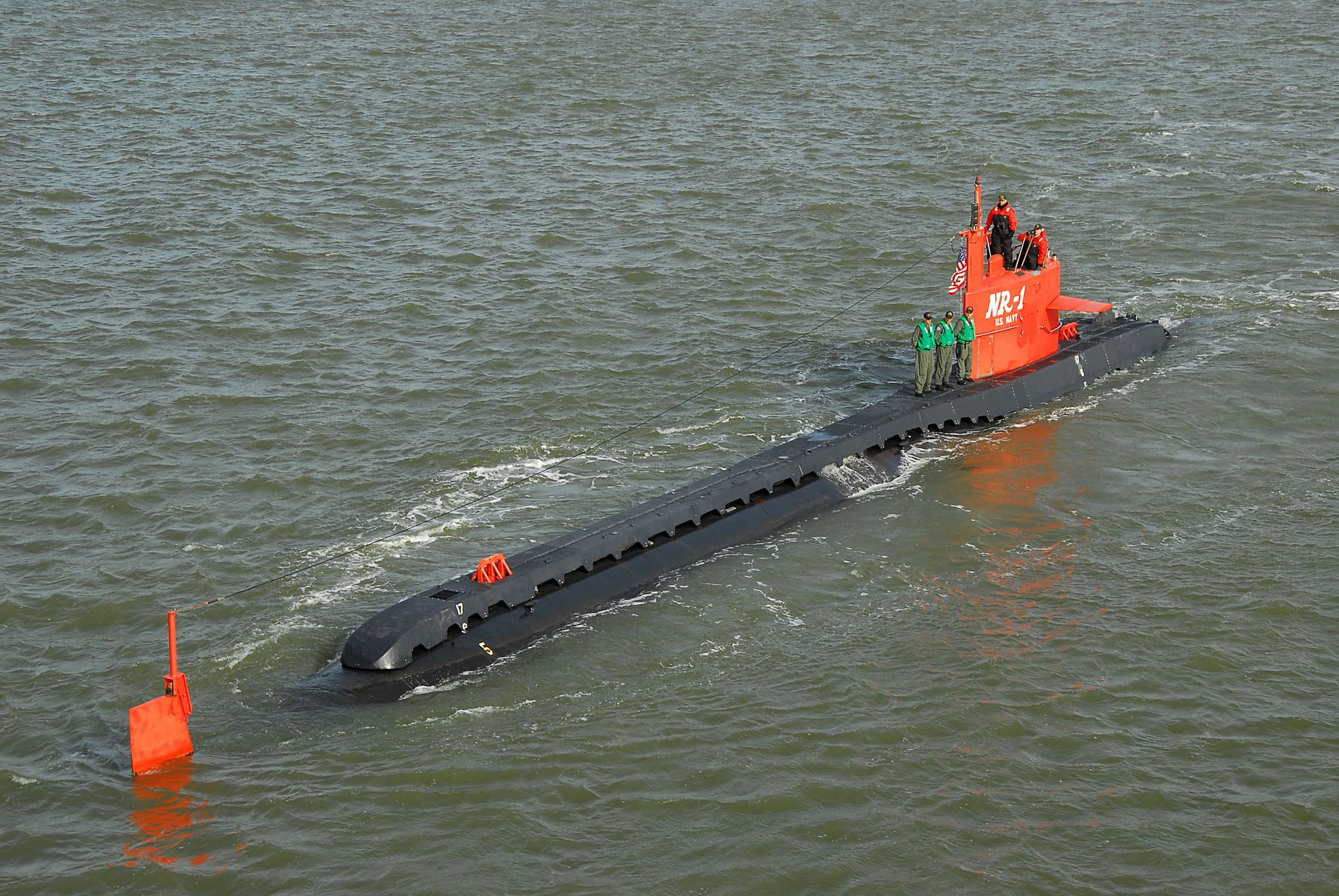
Le NR-1
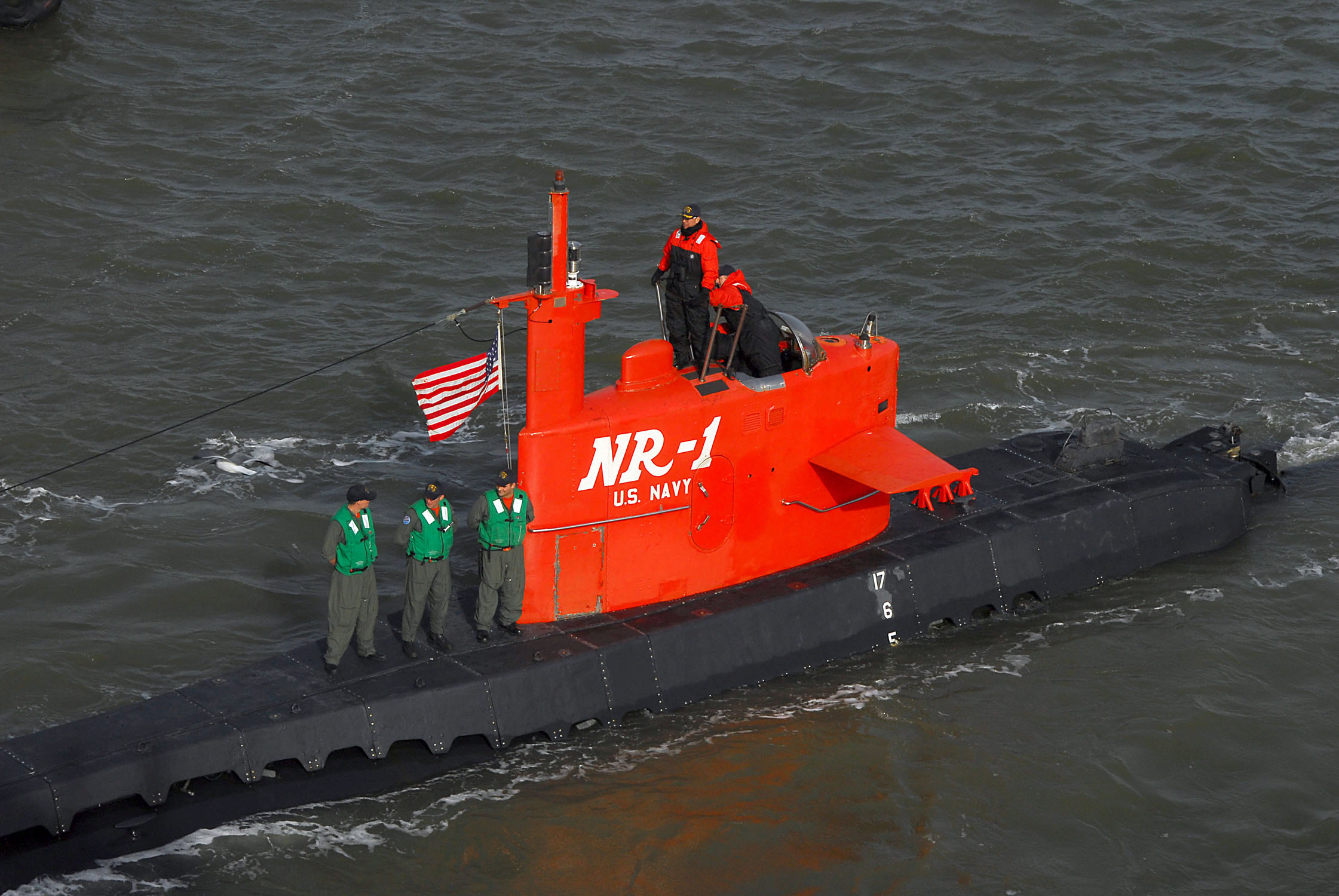
Le NR-1